# Język menya
Język menya (a. menyama, menye) – język transnowogwinejski używany przez grupę ludności w prowincji Morobe w Papui-Nowej Gwinei. Według danych z 1998 roku posługuje się nim 20 tys. osób.
W użyciu są także języki tok pisin i angielski.
Sporządzono opis jego gramatyki (2004) . W piśmie stosuje się alfabet łaciński.